# Bolitoglossa digitigrada
Espèce
Statut de conservation UICN

 DD  : Données insuffisantes
Bolitoglossa digitigrada est une espèce d'urodèles de la famille des Plethodontidae.

## Répartition
Cette espèce est endémique de la province de Huanta dans la région d'Ayacucho au Pérou. Elle n'est connue que dans sa localité type entre Pataccocha et San José, le long du Río Santa Rosa à quelques kilomètres du Río Apurímac. Elle a été collectée à environ 1 000 m d'altitude.

## Description
Bolitoglossa digitigrada mesure de 32,5 à 46,1 mm.

## Publication originale
- Wake, Brame & Thomas, 1982 : A remarkable new species of salamander allied to Bolitoglossa altamazonica (Plethodontidae) from southern Peru. Occasional Papers of the Museum of Zoology. Louisiana State University, vol. 58, p. 1-21 (texte intégral).